# Józefów (Woroniów)
Józefów – część wsi Woroniów (ukr. Воронів) na Ukrainie w rejonie rohatyńskim obwodu iwanofrankiwskiego. Stanowi jej wschodnią część.

## Historia
Dawniej samodzielna wieś i gmina jednostkowa w powiecie rohatyńskim Królestwa Galicji i Lodomerii. W II RP już nie figuruje jako samodzielna gmina, lecz jako część gminy Firlejów. Od 1934 w zbiorowej gminie Rohatyn w powiecie rohatyńskim.
Po wojnie włączony do Związku Radzieckiego (Ukraińskiej SRR).